# Płowe
Płowe (ukr. Полове) – wieś na Ukrainie, w obwodzie lwowskim, w rejonie szeptyckim. Liczy 565 mieszkańców.
Znajduje się tu drewniana cerkiew św. Ducha z 1727 roku oraz drewniana dzwonnica z 1768 roku.
W II Rzeczypospolitej do 1934 roku wieś stanowiła samodzielną gminę jednostkową w powiecie radziechowskim w woj. tarnopolskim. W związku z reformą scaleniową została 1 sierpnia 1934 roku włączona do nowo utworzonej wiejskiej gminy zbiorowej Witków Nowy w tymże powiecie i województwie. Po wojnie wieś weszła w struktury administracyjne Związku Radzieckiego.
Do 2020 w rejonie radziechowskim.
W Płowem urodził się Rafał Ryżewski (1899–1963), polski działacz niepodległościowy, nauczyciel i oficer rezerwy Wojska Polskiego.